# Styringomyia dilinhi
Styringomyia dilinhi är en tvåvingeart som beskrevs av Hynes 1987. Styringomyia dilinhi ingår i släktet Styringomyia och familjen småharkrankar.
Artens utbredningsområde är Vietnam. Inga underarter finns listade i Catalogue of Life.